# اینترفرون
اینترفرون‌ها (به انگلیسی: Interferon) نوعی از پروتئین‌ها هستند که سلول‌های میزبان آلوده به ویروس آزاد ساخته و موجب تحریک دستگاه ایمنی و افزایش مقاومت بدن می‌شوند. اینترفرون‌ها از دستهٔ سایتوکاین‌ها هستند. درواقع اینترفرون‌ها مولکول‌هایی در بدن هستند که با مقاوم ساختن سلول به حملهٔ ویروسی، می‌توانند علیه آن‌ها وارد عمل شوند. اینترفرون‌ها به‌خصوص در برابر عفونت‌های ویروسی مقاومت می‌بخشند و در واکنش‌های ایمنی طبیعی بدن، حتی در غیاب ویروس‌ها (مثلا در اچ‌آی‌وی و سرطان) شرکت دارند.

## تاریخچه
در سال ۱۹۵۷ پژوهشگران انگلیسی مولکول‌هایی به نام اینترفرون را در بدن کشف کردند که با مقاوم ساختن سلول به حملهٔ ویروسی، می‌توانند علیه آن‌ها وارد عمل شوند. اینترفرون‌ها به خصوص در برابر عفونت‌های ویروسی مقاومت می‌بخشند و در واکنش‌های ایمنی طبیعی بدن، حتی در غیاب ویروس‌ها (مثلاً در سرطان) شرکت دارند.

## انواع اینترفرون
حداقل ده نوع متفاوت از اینترفرون‌ها در پستانداران کشف شده که هفت نوع از آن‌ها در انسان شناسایی شده‌اند. اینترفرون‌های انسانی در سه تیپ طبقه‌بندی می‌شوند. تیپ یک برحسب اثر ضد ویروسی، ضد رشد و فعال‌سازی سلول کشنده طبیعی به اینترفرون‌های IFN-α و IFN-β، IFN-ω تقسیم‌بندی می‌شود. از تیپ دو IFN-γ و از تیپ سه IFNLR۱ قابل ذکرند. این پروتئین‌ها توسط گلبول‌های سفید، لنفوسیت‌ها، فیبروبلاست‌ها و سایر سلول‌های سیستم ایمنی تولید می‌شوند.

## عملکرد اینترفرون
اینترفرون‌ها موجب تحریک سیستم ایمنی و افزایش مقاومت بدن در برابر عوامل بیماری‌زا می‌شوند. برخی موجب فعال شدن سلول‌های ایمنی مانند سلول‌های کشندهٔ طبیعی (Nk) و ماکروفاژها می‌شوند. یا با ارائهٔ آنتی‌ژن عوامل بیماری‌زا به لنفوسیت‌های تی موجب بهتر شناخته شدن آن‌ها و تشدید پاسخ ایمنی می‌شوند. همچنین ۰ سلول‌های سالم به ویروس‌ها را افزایش می‌دهند. اینترفرون‌ها در ایجاد برخی از علائم بیماری‌های عفونی مانند احساس خستگی و تب نیز نقش دارند. اینترفرونی که در پاسخ به یک نوع ویروس تولید می‌شود سبب بروز مقاومت کوتاه‌مدت در برابر بسیاری از ویروس‌ها نیز می‌شود.